# Christian Rasmussen (fodboldspiller)
Christian Theodor Kjelder Rasmussen (født 19. januar 2003) er en dansk professionel fodboldspiller, der spiller som angriber for den tyske klub Fortuna Düsseldorf.

## Professionel karriere
Rasmusen startede som ung i Nordsjælland.  Den 6. februar 2019 skrev Rasmussen kontrakt med Ajax. Rasmussen fik sin professionelle debut med Jong Ajax i en sen udskiftning i et 4-0 Eerste Divisie- tab til Roda den 30. august 2020.
Rasmussen fik sin Eredivisie- debut for Ajax seniortrup den 8. januar 2023 i en kamp mod NEC.
Den 1. september 2023 vendte Rasmussen tilbage til Nordsjælland på lån med option på købet. Efter endt lejeophold vendte Rasmussen tilbage til Ajax.

## Eksterne links
- Christian Rasmussen (fodboldspiller) profil på Soccerway

- Christian Rasmussen i DBU's Landsholdsdatabase